# Gustafi
Gustafi su glazbeni sastav kojeg su 1980. u Vodnjanu osnovali Edi i Vlado Maružin, Čedomir Mošnja, Igor Arih i Livio Morosin pod imenom Gustaph i njegovi dobri duhovi. 27.12.1980. godine održavaju u Vodnjanu prvi javni nastup na dan koji od tada slave kao svoj rođendan. Svoj prvi, od zasada jedanaest albuma, jednostavnog naslova V, objavili su 1985. godine. Skupina je prepoznatljiva po spajanju rock glazbe s istarskom narodnom glazbom, bluesom i tex-mexom, te se smatraju jednima od glavnih predstavnika ča-vala. Najpoznatiji su po hit pjesmama Brkica, Kega si sanjala, Katarina, Kadi su ta vrata, Kurijera i dr. Od originalne postave ostali su autor tekstova i glazbe, pjevač i gitarista Edi Maružin, i bubnjar Čedomir Mošnja. S albumom F.F. 2007. su osvojili nagradu Porin za najbolji rock album.Svoj najnoviji studijski album Maneštra izdali su u prosincu 2015.

## Sadašnja postava
- Edi Maružin - autor tekstova i glazbe, pjevač i gitarista
- Čedomir Mošnja - bubanj
- Gianluca Antonini - bas
- Jimi Grgić - gitara
- Alen Peruško - harmonika
- Bernarda Ravnić - vokal i percussion
- Boris Mohorić - truba i vokal
- Luka Horvat - truba
- Antun Ferenčić - trombon
- Aldo Foško - klarinet i klavijature
- Petar Matošević - saksofon

## Diskografija

### Studijski albumi
- V (1985.)
- Tutofato (1994.)
- Zarad tebe (1995.)
- Sentimiento muto (1997.)
- Vraćamo se odmah (1999.)
- Na minimumu (2002.)
- F.F. (2006.)
- Chupacabra (2009.)[3]
- Kanibalkanska (2012.)
- Maneštra (2015.)

### Kompilacija
- The Gust Of (2004.)

### Maksi singl
- Tampon Vol. 1 (2005.)
- Maneštra Vol. 1 (2015.)

## Hitovi
- Brkica
- Kega si sanjala
- Katarina
- Žminjka
- Kadi su ta vrata
- Kurijera
- Ja nisan stija mala
- Sedan dan
- Ča bin da
- Vrhi Ćićarije
- Jesen
- Znan da je zima
- Sanjati ćemo žuto

## Ostalo
Gustafi su istrijanska inačica tex-mexa.

## Vanjske poveznice
- Facebook stranica
- Biografija na službenim stranicama Menart Records
- Službena stranica